# Lotus F1 Team
Lotus F1 Team fue una escudería británica de Fórmula 1. Disputó en 2012 su primera temporada con Kimi Räikkönen y Romain Grosjean como pilotos. La escudería Lotus F1 (antiguamente, Renault) pertenece completamente a la empresa luxemburguesa Genii Capital desde finales de 2010 y también estuvo patrocinada por Proton, propietaria de la marca Lotus Cars, que a su vez tiene la opción de convertirse en un accionista del equipo. 
Este equipo es el hijo germen originado en torno al antiguo proyecto de la desaparecida escudería Renault con elementos en parte del antiguo equipo Team Lotus original y que había regresado brevemente en 2010-11. El fabricante francés Renault recompró la escudería Lotus para la temporada 2016, recuperando la denominación Renault F1.

## Historia

### Antecedentes

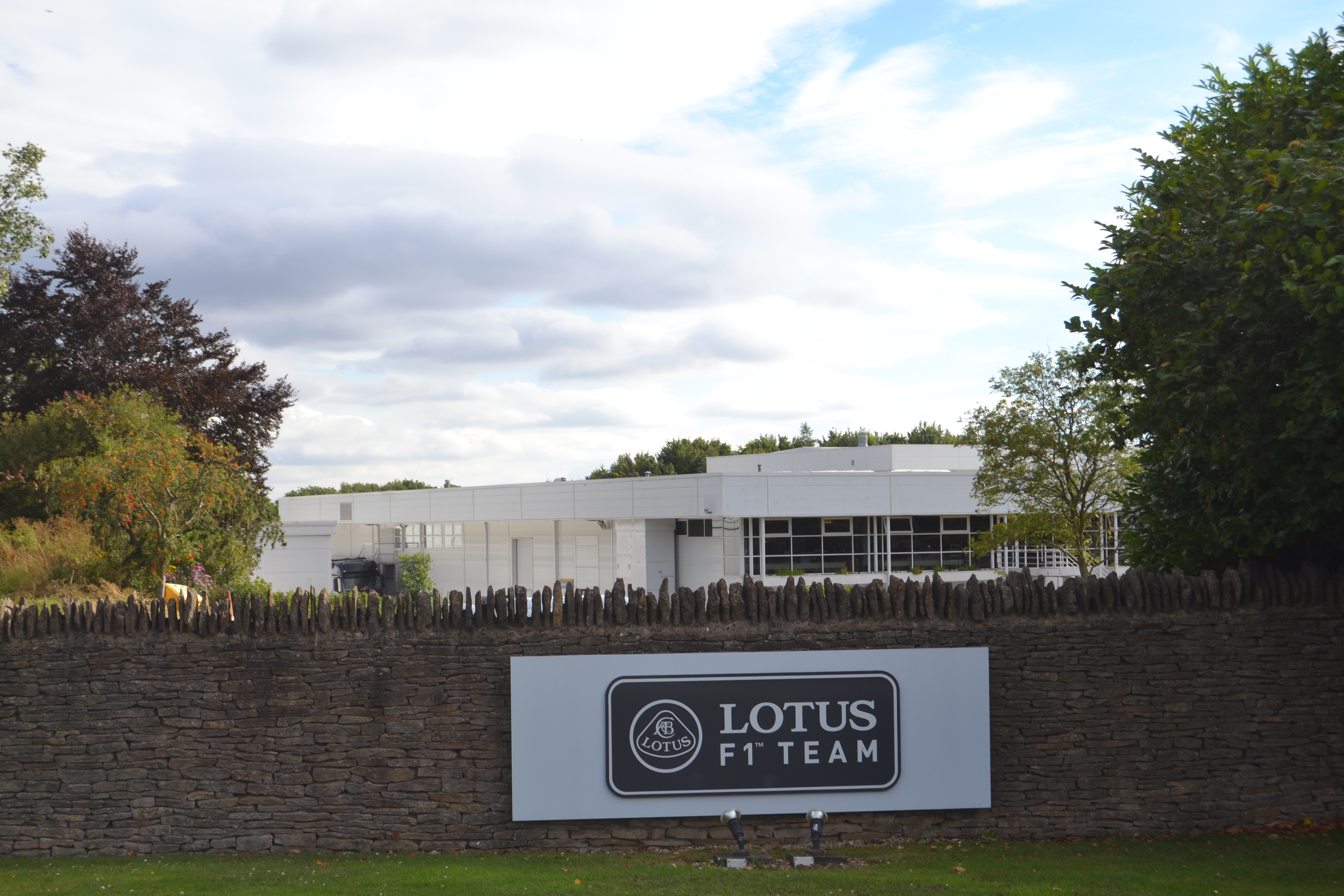
La sede del equipo se ubica en Enstone.

Renault vendió el 75% del equipo a Genii Capital a finales de 2009; renombrando la escudería como Lotus Renault GP y anunciando la creación de Renault Sport F1 para el suministro de motores y tecnología a partir de 2011, el cual sigue controlando el 25% de la escudería.
En su última temporada, Renault contó con el patrocinio de Lotus Cars y, por ende, con una nueva denominación ("Lotus Renault GP") y colores (negro y dorado). Esto produjo confusión con el equipo Team Lotus, propiedad de Tony Fernandes, y derivó en algunos juicios.
El 27 de mayo de 2011, el Tribunal Superior dictaminó que Team Lotus podría seguir utilizando el nombre Lotus en la F1 y se confirmó a Fernandes como el propietario del nombre Team Lotus con el derecho a llamar a sus coches "Lotus" y usar el logotipo de la marca según los términos del acuerdo de 1985 entre Lotus Cars y Team Lotus. No obstante, a partir de 2012, el nombre oficial del Team Lotus cambió para evitar futuras disputas legales, siendo la aparición de Caterham Cars dentro de la Fórmula 1 bajo la denominación de Caterham F1 Team.
Esta modificación permitió que, desde 2012, Genii Capital, comprador de Renault F1 Team, compitiera en la Fórmula 1 como Lotus F1 Team, junto con el patrocinio de Lotus Cars.

### 2012: Primera temporada y fichaje de un campeón

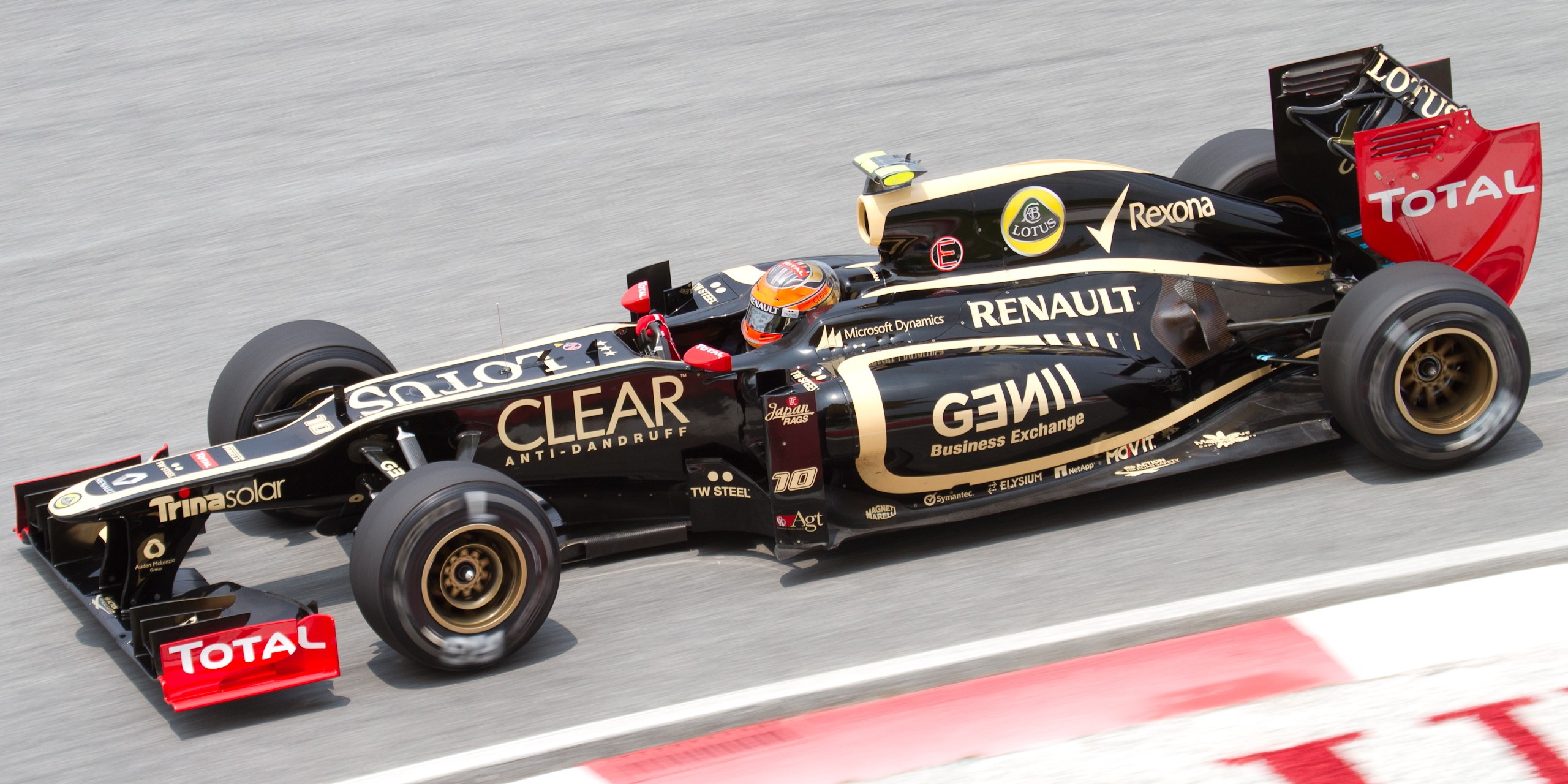
Romain Grosjean en el GP de Malasia.

Siendo finalizada la era como equipo de carreras, Renault pasa a partir del 2012 de ser el gran equipo campeón del mundo de Fórmula 1 con Fernando Alonso a servir de plataforma para el regreso definitivo de la escudería Lotus. El equipo británico anunció el fichaje del campeón del mundo de 2007, Kimi Räikkönen, dos días después del GP de Brasil 2011. La continuidad de Vitaly Petrov no estaba asegurada, y se barajaban entonces varias opciones. Finalmente, se anunció que el piloto que acompañaría a Räikkönen sería el francés Romain Grosjean.
El nuevo monoplaza del equipo, llamado Lotus E20, fue presentado el 5 de febrero de 2012 en la sede del equipo en Enstone. Con el regreso definitivo del mítico nombre a la máxima categoría y la contratación de Kimi Räikkönen, la escudería pretende volver a luchar por las victorias en los próximos años. Lotus se presentó en Australia con altas expectativas, ya que consiguieron tiempos rápidos en los tests de pretemporada.
El debut en el GP de Australia fue prometedor, ya que Grosjean se clasificó 3º, pero en carrera tuvo que abandonar y Kimi remontó hasta el 7º puesto. En Malasia hubo una carrera complicada en lluvia en la que Räikkönen se las arregló para acabar 5º y marcar la vuelta rápida, demostrando el potencial del E20.
El 6 de abril de 2012, se anuncia que, debido a las pérdidas económicas, Lotus Group cancela su patrocinio con la escudería de Enstone. Como resultado, Proton pierde la opción de adquirir parte del equipo británico, aunque su nombre no se verá alterado.

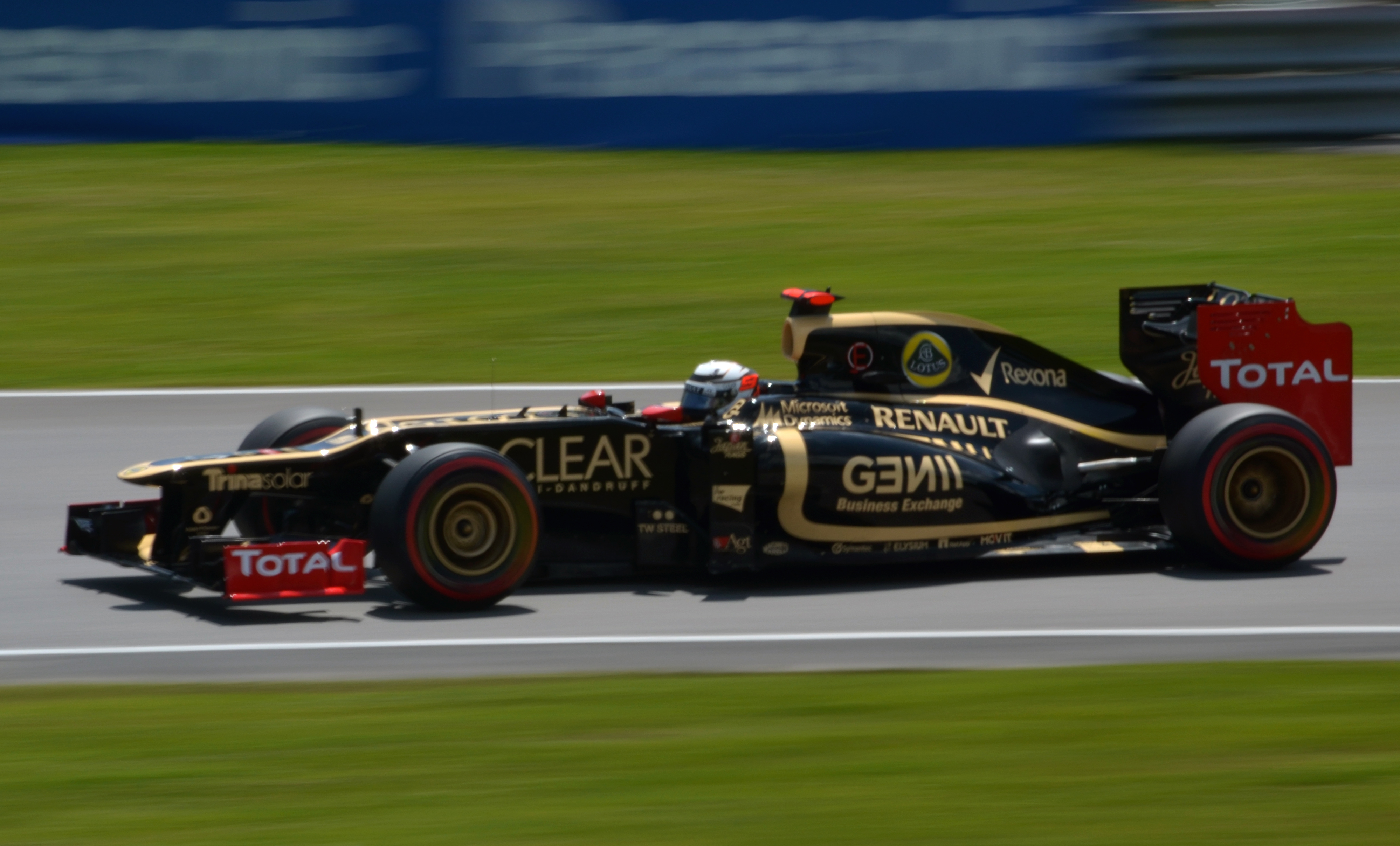
Kimi Räikkönen al volante del Lotus E20.

El equipo tuvo un GP de Baréin sin incidentes y logró el 2.º y el 3.º puesto, mostrando un gran ritmo de carrera. En las siguientes pruebas se consolida como equipo puntero y obtiene podios con asiduidad, rozando la victoria en carreras como la de Valencia (Grosjean abandonó cuando era 2º y Räikkönen logró esa posición) o la de Hungría (Räikkönen finalizó 2º y Grosjean 3º). Gracias a estos buenos resultados, Lotus consigue pelear por el subcampeonato de constructores con McLaren y Ferrari.
Debido a la sanción que impedía a Romain Grosjean competir en el GP de Italia, el director deportivo de Lotus, Éric Boullier anunció que sería el piloto reserva Jérôme d'Ambrosio quien le reemplazaría. En la parte final del campeonato, el Lotus no es tan competitivo y se descuelga respecto a sus rivales, quedándose 4º en el mundial de constructores. Pero en Abu Dabi, Räikkönen se aprovecha de los múltiples incidentes y logra la victoria que tanto había buscado Lotus.
Ya finalizada la temporada, muchos portales web referentes a la F1 catalogaron a Lotus como uno de los mejores equipos de 2012, debido a su competitividad, buenas actuaciones y desarrollo del E20, el cual cosechó una victoria y múltiples podios. A pesar de los buenos resultados deportivos, la falta de patrocinadores de peso (recuérdese la marcha de Lotus Group) se tradujeron en registros económicos negativos, con unas pérdidas millonarias, según el periódico inglés The Telegraph.

### 2013: En crecimiento

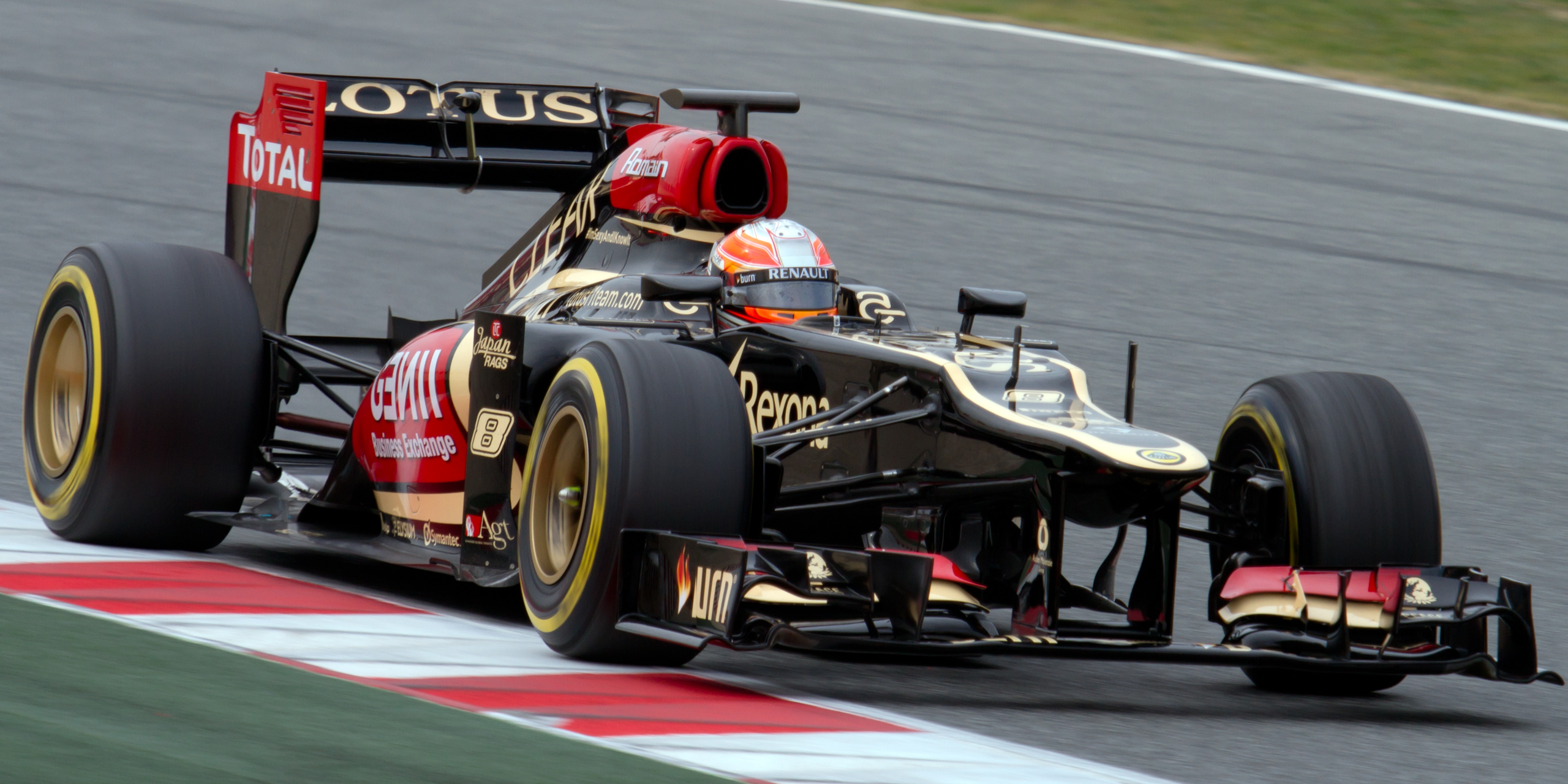
Romain Grosjean durante los tests de pretemporada.

Lotus confirmó la continuidad de Räikkönen para 2013 en octubre de 2012, mientras que la renovación de Grosjean llegó en diciembre.
El E21, monoplaza con el cual Lotus F1 compite en 2013, se presentó el 28 de enero en las instalaciones de la compañía en Enstone, Inglaterra.
Tras unas prometedoras pruebas de pretemporada, Lotus lograba la victoria en el GP de Australia de la mano de Kimi Räikkönen, gracias a una estrategia de dos paradas favorecida por el cuidado de los neumáticos. Una carrera marcada por la lluvia en Malasia impidió que la formación de Enstone mostrara todo su potencial, pero en China el equipo vuelve a demostrar su competitividad con un segundo puesto de Kimi Räikkönen. En el GP de Baréin, Lotus consigue un doble podio, con Kimi 2º y Grosjean 3º tras un cambio de chasis.

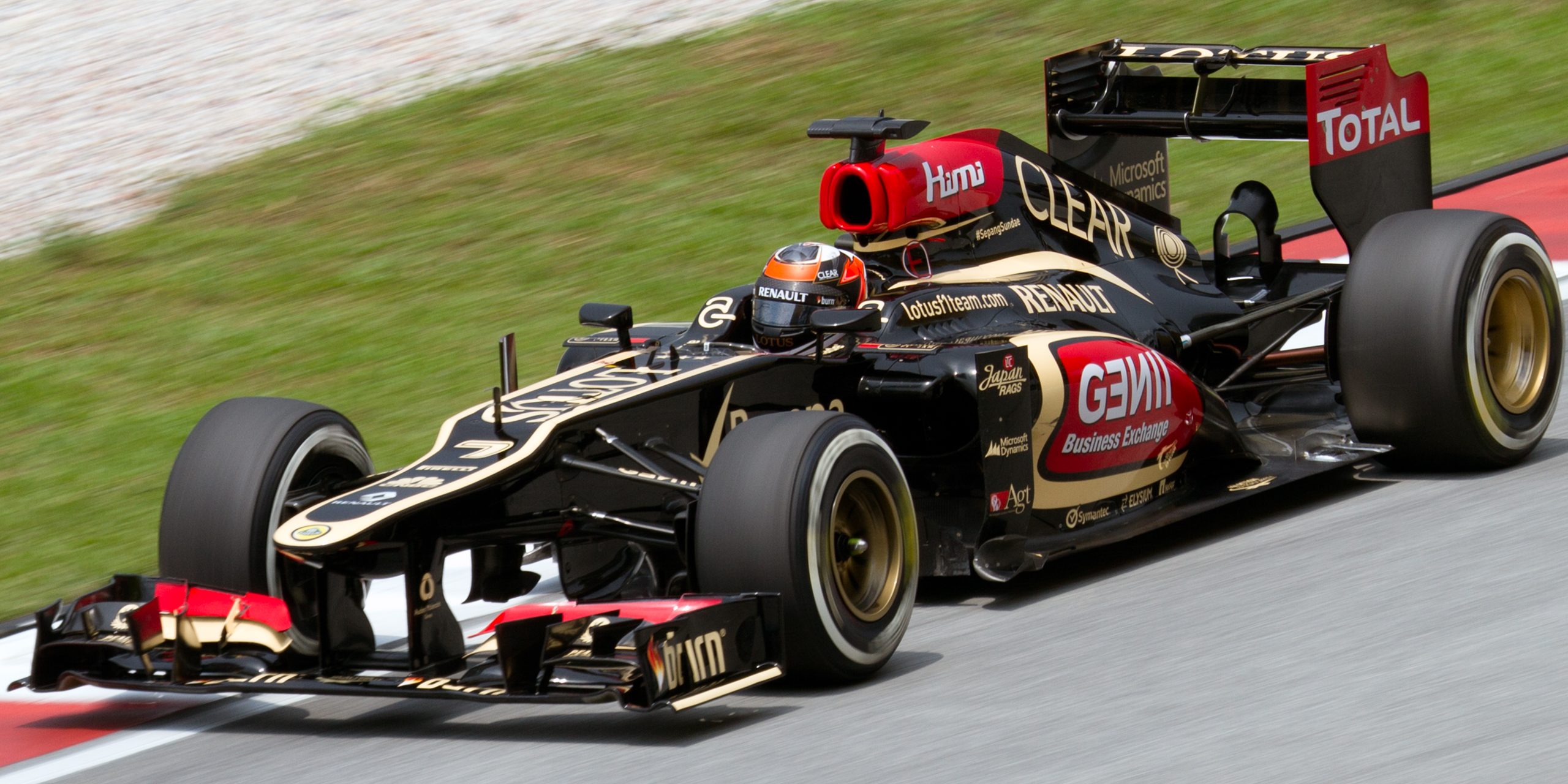
Kimi Räikkönen pilotando el Lotus E21.

El hasta entonces director técnico de la escudería, James Allison, anunció su marcha (posteriormente recaló en Ferrari) y Nick Chester fue ascendido para ocupar su vacante. Por otro lado, Andrew Ruhan se incorporó a la escudería como nuevo directivo y accionista del equipo, adquiriendo el 2% del mismo por aproximadamente un millón de libras.
El equipo seguía mostrando su fortaleza en el GP de España, donde Kimi Räikkönen logró otro segundo puesto, pero en Mónaco y Canadá el monoplaza no se mostró tan competitivo y apenas pudo salvar algunos puntos, perdiendo comba en favor de rivales como Mercedes.
El [18 de junio], el grupo inversor Infinity Racing (posteriormente, Quantum Motorsports) fue anunciado como nuevo accionista de Lotus, manifestando su intención de comprar un 35% del equipo. Sin embargo, después de muchas negociaciones, el acuerdo no llegó a producirse, con lo cual Genii Capital conserva el 98% de las acciones de la escudería.
Con el regreso a Europa, Lotus volvió a luchar por los podios, con Kimi Räikkönen obteniendo dos segundos puestos en Alemania y Hungría, llegando al descanso de verano habiendo sumado 8 podios en 10 carreras y hallándose en buena posición en ambos campeonatos. No obstante, su situación económica apenas le permitió desarrollar el E21 en el resto de la temporada.
No obstante, el GP de Bélgica fue decepcionante para la escudería, ya que Kimi Räikkönen tuvo que abandonar por un problema de frenos y Romain Grosjean sólo pudo ser octavo. Antes del GP de Italia, donde tampoco se pudieron lograr buenos resultados, Lotus anuncia un acuerdo de dos años con un nuevo socio, la compañía de inversiones de Dubái Emaar Properties.
Al llegar la recta final del campeonato en tierras asiáticas, Lotus vuelve a ser competitivo: en el GP de Singapur, la estrategia permite a Kimi Räikkönen sobreponerse a una mala clasificación y volver al podio. En Corea, Lotus estrenó una distancia más larga entre ejes y el éxito fue doble, con el piloto finlandés en segundo puesto y Romain Grosjean en el tercero. En las dos siguientes carreras, el piloto francés siguió brillando y ocupó el tercer escalón del podio.
Para el GP de Estados Unidos, Kimi Räikkönen, que no estaba cobrando el sueldo que le debía el equipo, no pudo estar presente debido a una cirugía en su espalda. Fue sustituido por Heikki Kovalainen en esta y la siguiente y última prueba del año en Interlagos. El hasta entonces piloto probador de Caterham no rindió al nivel esperado, y pese a un sólido 2º puesto de Romain Grosjean en Austin, Lotus no tuvo opciones de mejorar el 4º puesto del campeonato.

### 2014: La debacle

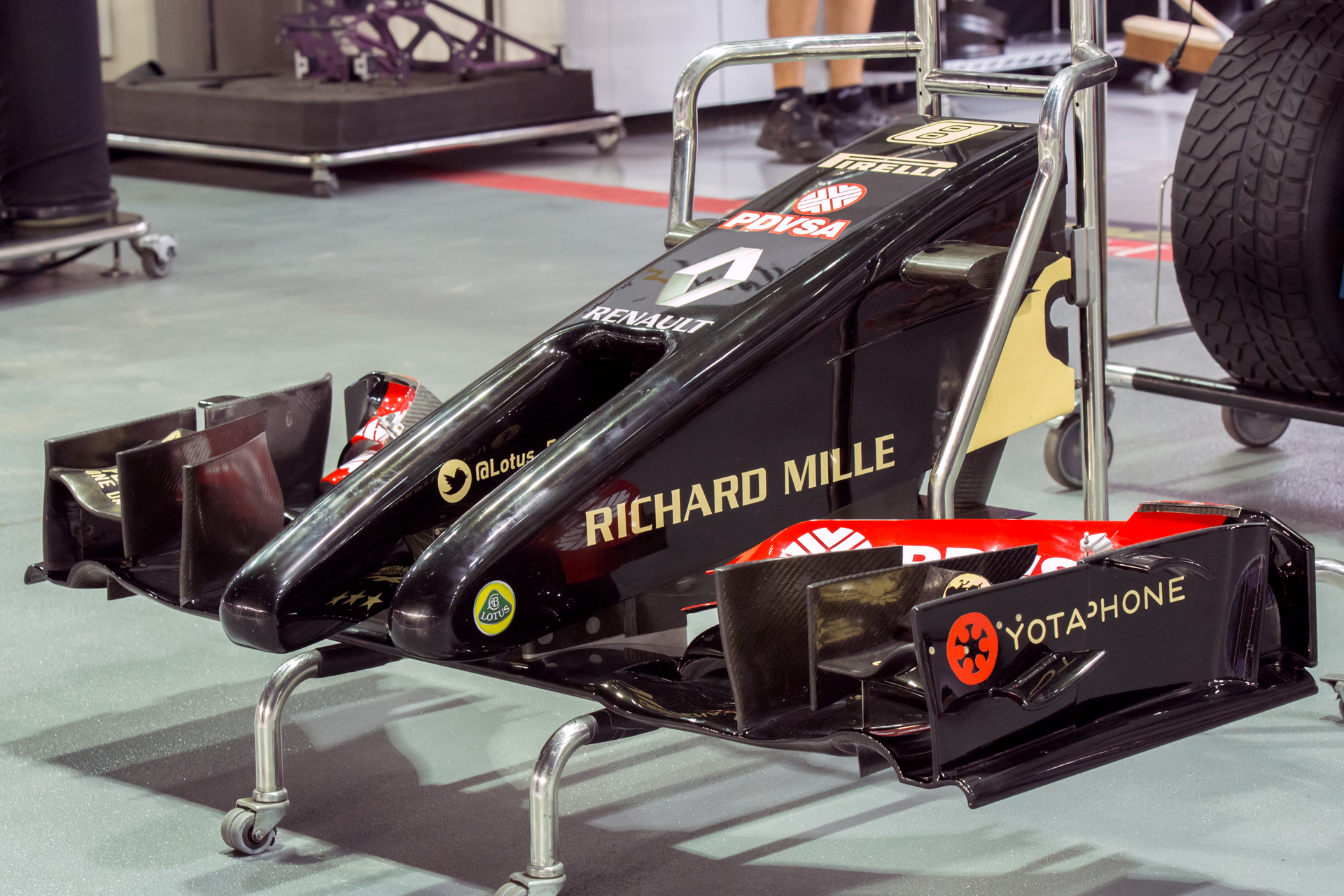
Para 2014 Lotus quiso innovar con un morro más agresivo, pero no les dio resultado.

El 29 de noviembre de 2013, Lotus confirma oficialmente a Pastor Maldonado y Romain Grosjean como sus pilotos para 2014. Éric Boullier dimitió de su cargo como jefe de equipo, siendo sustituido por el propietario del equipo, Gerard Lopez. Deportivamente, los nuevos propulsores V6 turbo de Renault mostraron importantes problemas de fiabilidad, que complicaron los entrenamientos de pretemporada a Lotus y provocaron los abandonos de sus dos pilotos en el GP de Australia. En el GP de China se vio una pequeña mejora del equipo, ya que Grosjean se clasificó 10º el sábado, pero no pudo puntuar el domingo por otra avería. En el GP de España, el motor del coche responde con mayor potencia, ayudando al piloto francés a obtener el 5º puesto en la parrilla y a terminar 8º la carrera, logrando así los primeros puntos del 2014 para Lotus. En la prueba siguiente (Montecarlo), el equipo no fue tan competitivo como esperaba, pero los abandonos ajenos permitieron a Grosjean volver a sumar otros cuatro puntos. En las siguientes carreras, Lotus no repite ese rendimiento, viéndose perjudicado por la prohibición del sistema FRIC, y vuelve a quedarse lejos de los puntos, con lo cual se decide por concentrar sus esfuerzos en el próximo año. No obstante, en la antepenúltima prueba de la temporada, Pastor Maldonado logra sus primeros puntos con Lotus al terminar en 9º puesto.

### 2015: Temporada final

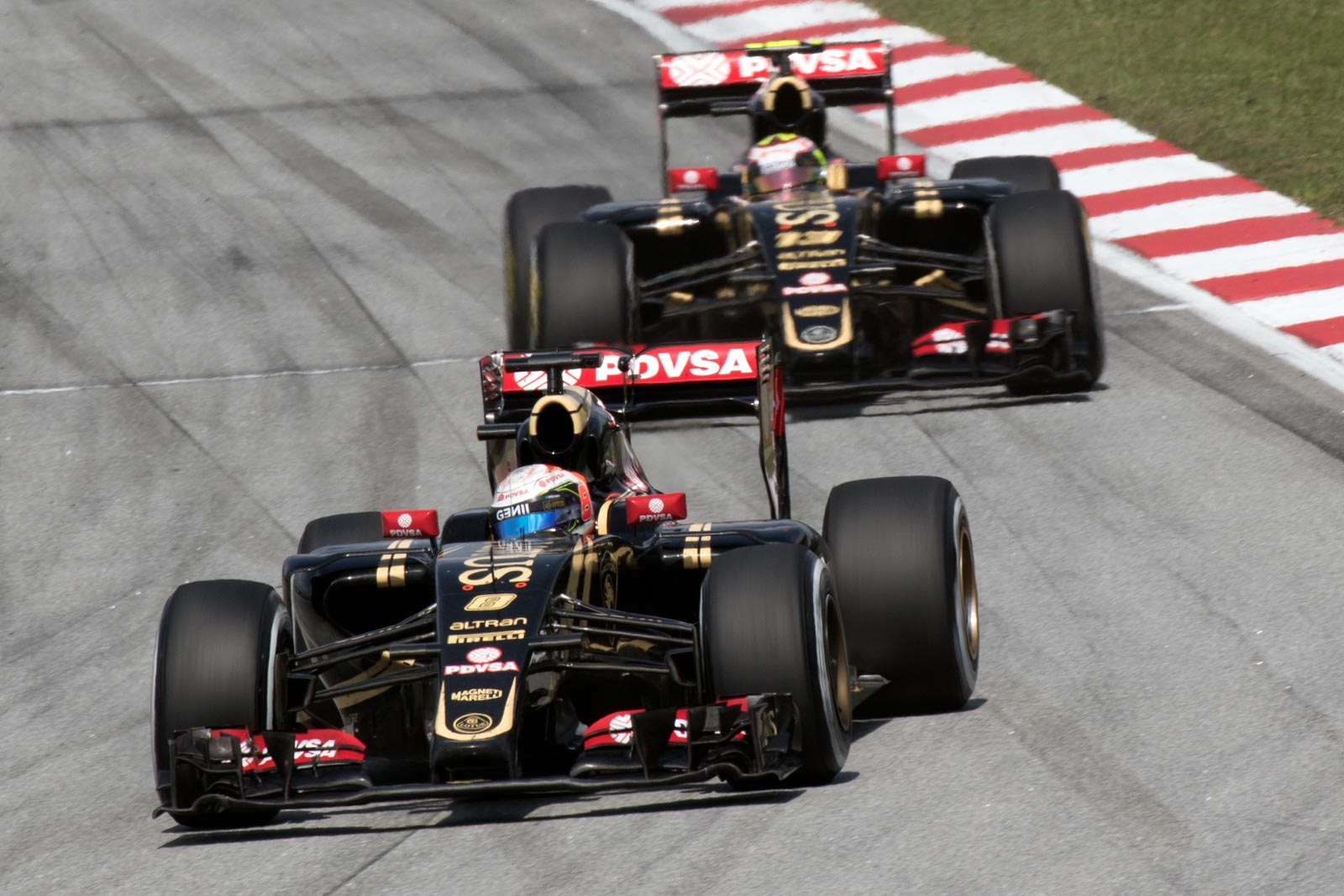
Romain Grosjean y Pastor Maldonado, durante el Gran Premio de Malasia de 2015.

Para 2015, se anunció la continuidad de Pastor Maldonado y Romain Grosjean. Lotus esperaba volver a luchar por las primeras posiciones después de haber llegado a un acuerdo para usar motores Mercedes. El equipo tuvo un debut prometedor al clasificar con sus dos coches en la lista de los diez primeros en Australia; pero en la carrera, ambos pilotos se vieron involucrados en un accidente en la primera curva y tuvieron que abandonar. En China, el equipo obtuvo sus primeros puntos gracias a un 7º puesto de Romain Grosjean. En las dos siguientes carreras (Baréin y España), el piloto francés volvió a puntuar, siendo de nuevo 7º y 8º. Tras marcharse de vacío de Montecarlo por un accidente de Max Verstappen que dejó fuera a Romain Grosjean, tanto este como su compañero terminaron entre los 10 primeros en el GP de Canadá, y Pastor Maldonado repitió su 7º lugar en Austria. Tras un doble abandono en Silverstone, el equipo volvió a sumar puntos gracias a la 7ª posición de Romain Grosjean en Hungría.
En el GP de Bélgica, Romain Grosjean termina 3º tras una gran carrera donde adelantó a varios pilotos, consiguiendo así el primero podio para el equipo desde Estados Unidos 2013. Pastor Maldonado también sumó puntos en la recta final de la temporada, permitiendo al equipo asegurarse la 6.ª posición del campeonato.

### 2016: Venta del equipo
El 21 de septiembre de 2015, Lotus confirmaba que Maldonado seguiría un año más. Romain Grosjean decidió marcharse a la nueva escudería Haas, por lo que será relevado por el hasta ahora piloto de pruebas, Jolyon Palmer.
El 4 de diciembre de 2015, Renault compra el equipo y volverá a competir como Renault F1 Team.

## Patrocinadores y decoración

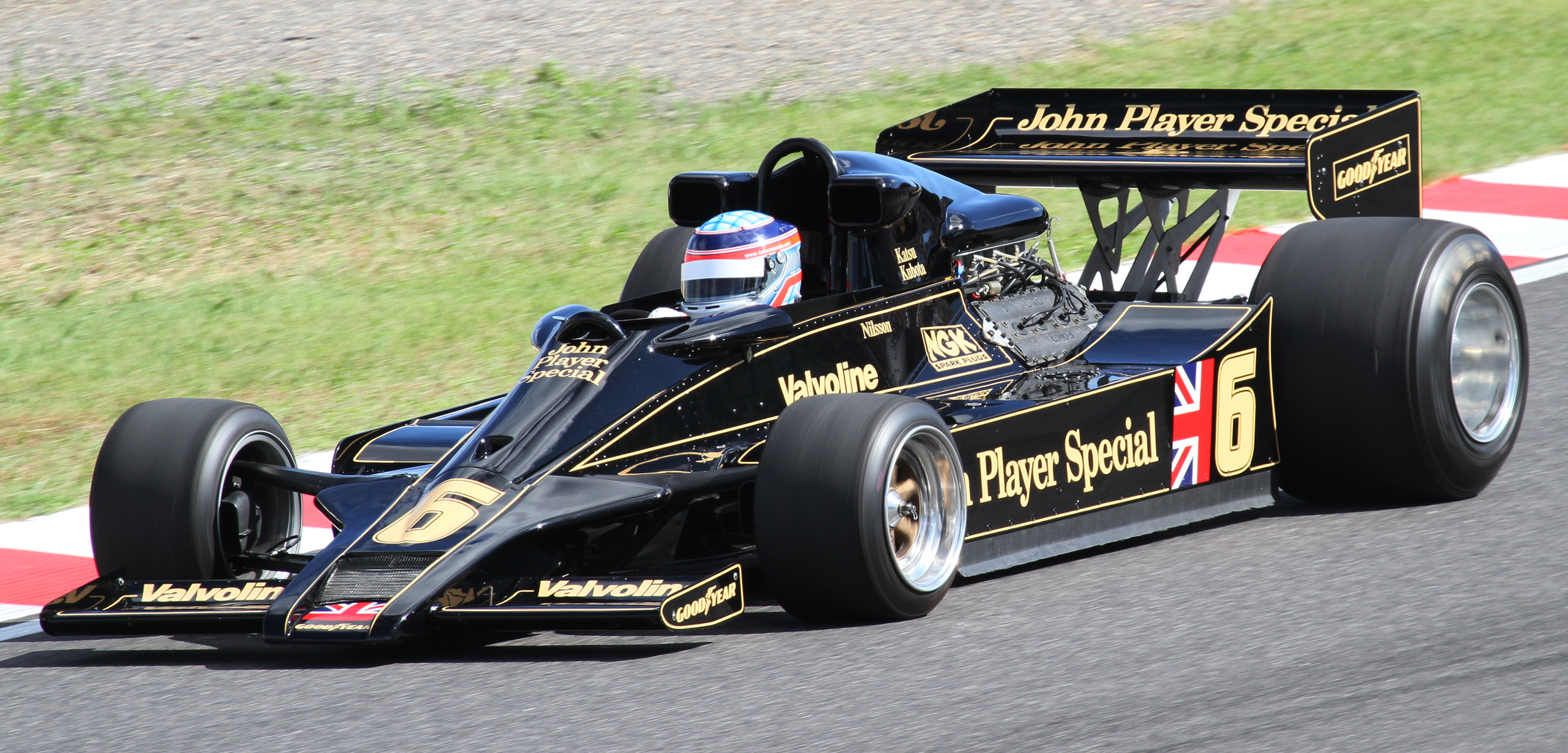
Los colores de Lotus entre 2012 y 2015 se basaron en la famosa decoración de John Player Special usada por Team Lotus en los años 1970 y 1980.

El equipo Lotus F1 compitió con una decoración negro y oro inspirada en la de Team Lotus (el antiguo equipo con la misma denominación del Grupo Lotus) cuando fue patrocinado por la tabacalera John Player Special durante los años 1970 y 80. Además, incorpora tres estrellas que representan los tres campeonatos de constructores que ha ganado la escudería de Enstone a lo largo de su historia (uno como Benetton y dos como Renault). Sus patrocinadores incluyen la marca francesa de coches Renault (que le suministra los motores por medio de su división Renault Sport F1), la petrolera Total, los productos de higiene Rexona y Clear, la empresa de energía solar de China Trina Solar, Microsoft Dynamics, la marca francesa de moda Rags Japan y Saxo Bank. Para la temporada 2013, Lotus firmó un contrato de patrocinio con Burn, bebida energética del grupo Coca-Cola. Con la llegada de Pastor Maldonado en 2014, también se añade la petrolera venezolana PDVSA a la nómina de patrocinadores del equipo. Asimismo, también están presentes en el chasis los logos de Genii Capital (empresa propietaria de la escudería) y Emaar Properties.